# Hypsiboas rhythmicus
Hypsiboas rhythmicus är en groddjursart som först beskrevs av J. Celsa Senaris och Jose Ayarzagüena 2002.  Hypsiboas rhythmicus ingår i släktet Hypsiboas och familjen lövgrodor. IUCN kategoriserar arten globalt som otillräckligt studerad. Inga underarter finns listade i Catalogue of Life.